# Eustrotia virescens
Eustrotia virescens là một loài bướm đêm trong họ Noctuidae.